# Новосілецька сільська рада
Новосіле́цька сільська́ ра́да — адміністративно-територіальна одиниця та орган місцевого самоврядування в Деражнянському районі Хмельницької області. Адміністративний центр — село Новосілка.

## Загальні відомості
Новосілецька сільська рада утворена в квітні 1944 року.
- Територія ради: 42,531 км²
- Населення ради: 1 202 особи (станом на 2001 рік)
- Територією ради протікає річка Вовчок

## Історія
Хмельницька обласна рада рішенням від 7 квітня 2015 року перейменувала Новосільську сільраду на Новосілецьку.

## Населені пункти
Сільській раді підпорядковані населені пункти:
- с. Новосілка
- с. Літки
- с. Підлісне

## Склад ради
Рада складається з 16 депутатів та голови.
- Голова ради: Понуркевич Іван Іванович

### Депутати
За результатами місцевих виборів 2010 року депутатами ради стали:

#### За суб'єктами висування
| Суб'єкт висування           | Кількість обраних депутатів | %    |
| --------------------------- | --------------------------- | ---- |
| Партія регіонів             | 6                           | 37,5 |
| Самовисування               | 5                           | 31,3 |
| Комуністична партія України | 4                           | 25   |
| Народна партія              | 1                           | 6,3  |

#### За округами
| № округу                    | Прізвище, ім'я, по батькові    | Дата визнання обраним | Освіта             | Партійна приналежність | Відомості про обраного депутата                     |
| --------------------------- | ------------------------------ | --------------------- | ------------------ | ---------------------- | --------------------------------------------------- |
| Комуністична партія України |                                |                       |                    |                        |                                                     |
| 8                           | Константінов Анатолій Іванович | 04.11.2010            | середня            | позапартійний          | тимчасово не працює                                 |
| 11                          | Бондарчук Іван Іванович        | 04.11.2010            | середня            | позапартійний          | пенсіонер                                           |
| 13                          | Кушнір Олександр Іванович      | 04.11.2010            | середня            | позапартійний          | приватний підприємець                               |
| 16                          | Вох Зоя Яківна                 | 04.11.2010            | вища               | позапартійна           | пенсіонер                                           |
| Народна Партія              |                                |                       |                    |                        |                                                     |
| 3                           | Підлісна Людмила Вікторівна    | 04.11.2010            | середня            | член Народної партії   | ПП «Підлісна» с. Новосілка, продавець               |
| Партія регіонів             |                                |                       |                    |                        |                                                     |
| 2                           | Очеретнюк Володимир Васильович | 04.11.2010            | середня            | позапартійний          | тимчасово не працює                                 |
| 6                           | Рудий Олександр Михайлович     | 04.11.2010            | середня            | член Партії регіонів   | АКСП «Флора», лісник с. Новосілка                   |
| 9                           | Соловей Марія Петрівна         | 04.11.2010            | середня            | член Партії регіонів   | фермерське господарство «Пролісок», різноробоча     |
| 10                          | Соловей Оксана Леонідівна      | 04.11.2010            | середня            | позапартійна           | фермерське господарство «Пролісок», бригадир        |
| 14                          | Мартинюк Леонід Броніславович  | 04.11.2010            | середня            | член Партії регіонів   | тимчасово не працює                                 |
| 15                          | Бондар Михайло Миколайович     | 04.11.2010            | середня спеціальна | член Партії регіонів   | пенсіонер                                           |
| Самовисування               |                                |                       |                    |                        |                                                     |
| 1                           | Кузьміна Тетяна Миколаївна     | 04.11.2010            | вища               | позапартійна           | Новосілецька загальноосвітня школа, вчитель         |
| 4                           | Волкотруб Оксана Романівна     | 04.11.2010            | середня            | позапартійна           | Новосілецька загальноосвітня школа, вчитель         |
| 5                           | Шевчук Наталія Миколаївна      | 04.11.2010            | середня            | позапартійна           | Новосілецька загальноосвітня школа, тех. працівник  |
| 7                           | Мендрик Тетяна Володимирівна   | 04.11.2010            | вища               | позапартійна           | Новосілецька сільська рада, секретар сільської ради |
| 12                          | Поліщук Олександр Іванович     | 04.11.2010            | середня            | позапартійний          | тимчасово не працює                                 |